# Duquende
Juan Rafael Cortés Santiago, conegut com a Duquende (Sabadell, 1965), és un famós cantaor flamenc d'ètnia gitana. Va néixer al barri de Can Puiggener de Sabadell.

## Discografia
- Soy el duende (1988) (Divucsa).
- A mi aire (1989) (Divucsa).
- Duquende con Manzanita (1990) (Divucsa).
- Duquende y la guitarra de Tomatito (1993) (Nuevos Medios).
- Samaruco (2000) (Universal), amb les guitarres de Paco de Lucía i Juan Manuel Cañizares; a la percussió, Tino di Geraldo; al baix, Carles Benavent.
- Mi forma de vivir (2005) (K-Industria), amb Chicuelo i Niño Josele a la guitarra.
- Qawwali Flamenco (CD+DVD, 2006) (Accords Croisés), producció que inicia el 2003 junt amb Miguel Poveda y Faiz Ali Faiz, amb Chicuelo a la guitarra.
- Mi forma de vivir (2006).
- Live in Cirque d'Hiver - París (2007) (Flamenco Producción), en directe des de París, seguint els passos i l'experiència de Camarón de la Isla, el qual precisament és qui descobreix Duquende quan té 9 anys. Disc gravat en directe en aquell escenari parisenc, acompanyat a la guitarra per Juan Gómez "Chicuelo" i al caixó per Isaac el Rubo.
- Rompecabezas (2012) produït per Pepe de Lucía.